# Carburo de tantalio y hafnio
El carburo de tántalo y hafnio es un compuesto químico refractario de fórmula general Tax Hfy-x Cy, que puede considerarse una solución sólida de carburo de tántalo y carburo de hafnio. En un principio se pensó que tenía el punto de fusión más alto de todas las sustancias conocidas, pero nuevas investigaciones han demostrado que el carbonitruro de hafnio tiene un punto de fusión más alto.

## Propiedades
Individualmente, el tántalo y el carburo de hafnio tienen los puntos de fusión más altos entre los compuestos binarios, 4.041 K (3.768 °C; 6.814 °F) y 4.232 K (3.959 °C; 7.158 °F), respectivamente, y su "aleación" con una composición Ta4HfC5 tiene un punto de fusión de 4.178 K (3.905 °C; 7.061 °F).
Se han comunicado muy pocas mediciones del punto de fusión del carburo de tántalo y hafnio, debido a las evidentes dificultades experimentales a temperaturas extremas. Un estudio de 1965 de las soluciones sólidas de TaC-HfC a temperaturas de 2.225-2.275 °C encontró un mínimo en la tasa de vaporización y, por tanto, un máximo en la estabilidad térmica para Ta4HfC5. Esta tasa era comparable a la del wolframio y dependía débilmente de la densidad inicial de las muestras, que se sinterizaron a partir de mezclas de polvo de TaC-HfC, también a 2.225-2.275 °C. En un estudio separado, se descubrió que Ta4HfC5 tenía la tasa de oxidación mínima entre las soluciones sólidas de TaC-HfC.El Ta4HfC5 fue fabricado por la empresa Goodfellow como polvo de 45 µma un precio de 9.540 $/kg (pureza del 99,0%).
En 2015, simulaciones atomísticas predijeron que el carbonitruro de hafnio podría tener un punto de fusión superior al Ta4Hf1C5 en 200 K. Esto se verificó posteriormente mediante pruebas experimentales en 2020.